# Hercegovačka Goleša
Hercegovačka Goleša (Servisch cyrillisch Херцеговачка Голеша) is een plaats in de Servische gemeente Priboj. De plaats telt 430 inwoners (2002).